# Anavirga vermiformis
Anavirga vermiformis är en svampart som beskrevs av Bhat & W.B. Kendr. 1993. Anavirga vermiformis ingår i släktet Anavirga och familjen Vibrisseaceae.   Inga underarter finns listade i Catalogue of Life.